# Золотуха (Мышкинский район)
В Ярославской области есть ещё один населённый пункт с таким названием — в Некрасовском районе.
Золотуха — деревня Охотинского сельского поселения Мышкинского района Ярославской области ю
Деревня стоит с западной стороны от федеральной автомобильной трассы Р104, на небольшом удалении от правого берега Волги (Рыбинское водохранилище). В северном направлении от Золотухи на расстоянии около 1 км стоит деревня Палюшино. На таком же расстоянии к югу стоят деревни Речная и Сосновец. К востоку от деревни обширный лесной массив шириной 4-5 км от Волги, за которым начинается Красковское и Шалимовское болота.
Деревня Золотоха указана на плане Генерального межевания Рыбинского уезда 1792 года.
На 1 января 2007 года в деревне числилось 8 постоянных жителей. Почтовое отделение, находящееся в селе Охотино, обслуживает в деревне Золотуха 24 дома.

## Известные жители
- Ульянов, Николай Дмитриевич (1818—1881) — писатель, поэт.